# Mermessus tridentatus
Mermessus tridentatus är en spindelart som först beskrevs av James Henry Emerton 1882.  Mermessus tridentatus ingår i släktet Mermessus och familjen täckvävarspindlar. Inga underarter finns listade i Catalogue of Life.